# Victorious (Skillet)
Victorious è il decimo album in studio del gruppo musicale statunitense Skillet, pubblicato il 2 agosto 2019 dall'Atlantic Records. Il primo singolo estratto è Legendary, pubblicato l'8 maggio 2019.

## Il disco
Nell'estate del 2019 annunciarono l'uscita del nuovo lavoro previsto per agosto dello stesso anno.

## Singoli
Il primo singolo dell'album è Legendary, pubblicato l'8 maggio 2019 in versione radiofonica. Più tardi il 17 luglio pubblicano il video ufficiale.
Il 14 giugno rilasciano sul loro canale ufficiale rispettivamente i singoli Anchor e Save Me. Il 26 luglio a 6 giorni prima dall'uscita dell'album pubblicano il 4 singolo estratto You Ain't Ready.

## Tracce
1. Legendary - 4:05
2. You Ain't Ready - 3:19
3. Victorious - 4:05
4. This Is the Kingdom - 3:27
5. Save Me - 3:43
6. Rise Up - 3:58
7. Terrify The Dark - 3:45
8. Never Going Back - 3:33
9. Reach - 3:23
10. Anchor - 3:36
11. Finish Line - 3:26
12. Back To Life - 4:36

Durata totale: 42:56
Versione Victorious: The Aftermath
1. Legendary
2. You Ain't Ready
3. Victorious - 4:05
4. This Is the Kingdom
5. Save Me
6. Rise Up
7. Terrify The Dark
8. Never Going Back
9. Reach
10. Anchor
11. Finish Line
12. Back To Life
13. Dead Man Walking
14. Sick and Empty
15. Dreaming of Eden
16. Victorious (Soundtrack Version)
17. Legendary (Destiny Remix)
18. Save Me (Reimagened
19. Reach (Falling Deep Mix)
20. Terrify The Dark (Reimagened)

## Formazione
- John L. Cooper - voce, basso
- Korey Cooper - chitarra, tastiere
- Jen Ledger - batteria, voce
- Seth Morrison - chitarra